# Толково-комбинаторный словарь
Толково-комбинаторный словарь — словарь особого типа, один из основных компонентов модели языка в теории «Смысл ⇔ Текст».
Отдельные фрагменты толково-комбинаторного словаря русского языка были созданы группой лингвистов под руководством И. А. Мельчука в 1960—1970-е гг., и опубликованы в 1984 г. в Вене. По словам И. А. Мельчука участие Ю. Д. Апресяна в работе было особенно ценным. 
Толково-комбинаторный словарь (ТКС) является словарем активного типа. 
Он характеризуется следующими пятью особенностями:
1. он является активным;
2. он является универсальным;
3. он включает энциклопедическую информацию;
4. он преследует теоретические цели;
5. он предполагает максимальную эксплицитность и систематичность предлагаемой информации.

В 1980-е годы, также под руководством И. А. Мельчука, была начата работа над Толково-комбинаторным словарём французского языка. Четыре тома «Dictionnaire explicatif et combinatoire du français contemporain» вышли, соответственно в 1984, 1988, 1992, 1999 годах. За более чем двадцать лет работы было описано 510 слов французского языка.

## Строение
Словарная статья в толково-комбинаторном словаре состоит из 10 зон:
1. морфологические сведения;
2. стилистическая помета;
3. толкование (часто с использованием переменных, индексирующих связанные понятия, например: скорость = ‘величина I, характеризующая перемещение P тела или волны X расстоянием Y, на которое X перемещается в единицу времени, или значение этой величины I’);
4. модель управления;
5. ограничения к модели управления;
6. иллюстрации (языковые примеры) к модели управления и ограничениям;
7. лексические функции;
8. иллюстрации к лексическим функциям;
9. энциклопедическая информация, необходимая для правильного использования заглавной лексемы;
10. идиомы.

Число словарных статей для идиом оказывается меньше, чем в традиционных словарях, за счёт того, что большая часть из них описывает основные лексические функции, используемые в ТКС в том порядке, в котором они даются в словарной статье.

## Лексические функции
| ЛФ    | Значение                                                                      | Примеры                   |
| ----- | ----------------------------------------------------------------------------- | ------------------------- |
| Syn   | синоним                                                                       | Syn (стрелять) = палить   |
| Conv  | конверсив (лексическая единица с тем же смыслом, но перестановкой аргументов) | Conv (мнение) = репутация |
| Anti  | антоним                                                                       | Anti (победа) = поражение |
| Gener | родовое понятие                                                               | Gener (газ) = вещество    |
| Dimun | диминутив (уменьшительная форма)                                              | Dimun (дом) = домик       |
| Augm  | аугментатив (увеличительная форма)                                            | Augm (дом) = домище       |
| Sing  | один квант / одна порция                                                      | Sing (горох) = горошина   |
| Mult  | совокупность                                                                  | Mult (корабль) = флот     |
| Bon   | хороший (стандартная похвала)                                                 | Bon (резать) = аккуратно  |